# 長野市立緑ヶ丘小学校
長野市立緑ヶ丘小学校（ながのしりつ みどりがおかしょうがっこう） は、長野県長野市中央部の高田地区にある公立小学校。

## 概要
長野市街地に近く急速に宅地化が進み、過大規模となっていた芹田・南部・古牧の各小学校の規模適正化のため1992年（平成4年）に新設された。
住宅地に位置し自然に乏しいため、正面玄関前には30種類の木や人工の池・小川・滝がある「緑の森」が整備され、児童の遊び場になっている。そのほか絨毯敷きの吹き抜け「ライトコート」や、ゴムチップ舗装の中庭「プレイコート」など、当時市内の小学校では珍しかった設備が多い。また校歌も市内では珍しく二部合唱曲となっている。
長野オリンピックの一校一国運動ではエストニア共和国と交流した。

## 沿革
- 1992年（平成4年）
  - 4月1日 - 長野市立芹田小学校・長野市立南部小学校・長野市立古牧小学校の通学区を分け、現在地に開校。長野市内40番目の小学校。
  - 4月x日 - 校舎及び屋内運動場が完成。竣工式と開校式挙行。
  - 6月 - プール完成。
  - 11月 - 校歌・校章制定記念式開催。
- 1995年（平成7年）
  - 3月 - 校旗完成。PTAより寄贈を受ける。
  - 12月 - 児童会の歌が発表される。
- 1996年（平成8年）10月 - 開校五周年記念航空写真撮影。
- 2001年（平成13年）10月 - 開校十周年記念事業（中庭の築山・グリーンリバー・航空写真・記念式典等）を行った。
- 2004年（平成16年）3月 - 南校舎の増築工事が終了し、引っ越し。
- 2011年（平成23年） - 開校二十周年事業（記念式典・記念誌の発行・記念校庭運動会・記念音楽会・記念みどりの丘のまつり・航空写真等）を行う。
- 2017年（平成29年）5月 - 「緑ヶ丘小コミュニティースクール」の設置。
- 2021年（令和3年）9月 - 開校三十周年事業（記念式典・記念誌の発行・記念校庭運動会・記念音楽会）開催。

## 通学区域
- 大字稲葉の一部（日詰）
- 大字高田の一部（南高田）
- 南高田一・二丁目
- 大字南長池
- 大字西尾張部
- 若宮一・二丁目
- 大字風間の一部（花園団地・西風間）
- 松岡一丁目の一部

## 主な卒業生
- 箱山愛香 - リオデジャネイロオリンピックシンクロナイズドスイミング日本代表で、同大会銅メダリスト。

## 交通
- 長野駅東口から長電バス 8系統に乗車、「緑ヶ丘小学校口」バス停下車。